# Tippu Tip
Tippu Tip eller Tib, egentlig Hamad bin Muḥammad bin Jumah bin Rajab bin Muḥammad bin Sa‘īd al-Murgabī, arabisk: مد بن محمد بن جمعة بن رجب بن محمد بن سعيد المرجبي; født 1837, død 13. juni 1905 i Zanzibar) var en handelsmand, plantageejer og guvernør fra Zanzibar. Han styrede flere handelsruter i Østafrika. 
Han er en af historiens mest kendte slavehandlere. Han handlede også med elfenben.
Tippu Tip støttede en række europæiske opdagelsesrejsende, blandt dem Henry Morton Stanley, og arbejdede periodevis for det belgiske kongehus og for Tyskland, og var sin tids mest indflydelsesrige personlighed i Østafrika.